# Lomtjärnet (Gunnarskogs socken, Värmland, 665313-132571)
Lomtjärnet är en sjö i Arvika kommun i Värmland och ingår i Göta älvs huvudavrinningsområde.